# 鋤柄熊太郎
鋤柄 熊太郎（すきがら くまたろう、1889年 - 1956年8月）は、日本の牧師。愛知県宝飯郡塩津村生まれ。
実子は鋤柄和明。

## 経歴
- 1904年 宝飯郡塩津村小学校卒業。上京し軍人を目指す。
- 1905年 東京府私立日本中学校第2学年に入学。1909年3月卒業。その後、札幌農学校へ進む。
- 1911年11月 内村鑑三、笹尾鉄三郎らの薫陶を受けて東洋宣教会聖書学院で洗礼を受け、後に献身を決意。
- 1918年 神戸市の日本伝道隊神戸聖書学校（現在の関西聖書神学校）を卒業する。ここでは（バークレー・バックストンの薫陶を受ける。同級生に舟喜麟一、柘植不知人、野畑新兵衛、佐藤邦之助、などがいる）。卒業後は日本伝道隊の支援する警官ミッションの職員となる。
- 1920年6月 当時、警官ミッションと関係の深かった日本同盟基督協会で警官ミッション職員として按手礼を受けた。
- 1922年 警官ミッションでの働きの傍ら、東京都早稲田での伝道を開始する。
- 1923年 関東大震災を体験する。
- 1926年 警官ミッションを辞し、伝道活動を東京都北区王子で行い、十条基督教会を設立。福音伝道協会の所属を経て独立教会となる。
- 1941年 日本基督教団成立に際して第10部に属する。
- 1942年 太平洋戦争で教会が閉鎖に追い込まれる
- 英語通訳・教師として多くの宣教師と交流を持つ。
- 戦後、暫く十日町で伝道するが、TEAMの宣教師テモテ・ピーチ師の呼びかけにより、東京都等々力での伝道に携わる。
- 1947年5月 日本同盟基督教団に入団、等々力教会の主管者となる。
- 1947年から1956年まで、等々力教会の初代牧師を勤めるとともに同盟聖書学院で教鞭をとる。
- 1956年 肝臓ガンにより死去（享年68）。